# Dick Wolf
Richard Anthony Wolf, más conocido como Dick Wolf (Nueva York, 20 de diciembre de 1946), es un prestigioso creador de series dramáticas de televisión estadounidenses. Como productor ha ganado el Premio Emmy, especialmente por sus dramas de crímenes.

## Créditos
- Law & Order: Organized Crime (2021) Serie de TV
- FBI: International (2021) Serie de TV
- FBI: Most Wanted (2020) Serie de TV
- FBI (2018) Serie de TV
- Chicago Justice (2017) Serie de TV
- Chicago Med (2015) Serie de TV
- Chicago P.D. (2014) Serie de TV
- Chicago Fire (2012) Serie de TV
- Entierra mi corazón en Wounded Knee (2007)
- Law & Order: Trial by Jury (2005) Serie de TV
- Dragnet (2003) Serie de TV
- Twin Towers (2003)
- Crime & Punishment (2002) Serie de TV
- Law & Order: Criminal Intent (2001) Serie de TV
- Arrest & Trial (2000) Serie de TV
- Deadline (2000) Serie de TV
- D.C. (2000) Serie de TV (productor ejecutivo)
- Law & Order: Special Victims Unit (1999) Serie de TV
- The Invisible Man (1998) (TV)
- Exiled: A Law & Order Movie (1998) (TV)
- Players (1997) Serie de TV
- Feds (1997) Serie de TV
- Swift Justice (1996) Serie de TV
- The Wright Verdicts (1995) Serie de TV
- New York Undercover (1994) Serie de TV
- South Beach (1993) Serie de TV
- The Human Factor (1992) Serie de TV
- Mann & Machine (1992) Serie de TV
- School Ties (1992)
- Law & Order (1990) Serie de TV
- H.E.L.P. (1990) Serie de TV
- Nasty Boys (1990) Serie de TV
- Christine Cromwell (1989) Serie de TV
- Gideon Oliver (1989) Serie de TV
- Masquerade (1988)
- No Man's Land (1987)
- Miami Vice (1984) Serie de TV
- Skateboard (1978)